# 실업축구연맹전
실업축구연맹전(實業蹴球聯盟戰)은 대한민국의 폐지된 축구 리그로 1949년에 창설하며 1950년까지 운영된 실업 축구 리그이다.